# تشارلي بيكرينغ
تشارلي بيكرينغ (بالإنجليزية: Charlie Pickering)‏ هو مذيع أسترالي، ولد في 29 أغسطس 1977 في ملبورن في أستراليا.

## وصلات خارجية
- الموقع الرسمي
- تشارلي بيكرينغ على موقع IMDb (الإنجليزية)
- تشارلي بيكرينغ على موقع ميوزك برينز (الإنجليزية)